# Ruy Pauletti
Ruy Pauletti (Caxias do Sul, 15 febbraio 1936 – Caxias do Sul, 18 marzo 2012) è stato un educatore e politico brasiliano, appartenente al Partito della Social Democrazia Brasiliana (PSDB).
Fu delegato all'educazione nel governo di Euclides Triches. Nel 1975 fu impegnato dall'Università di Caxias do Sul (UCS), ove fu prorettore durante dieci anni, quindi rettore dal 1990 al 2002.
Nel 2002 lasciò l'UCS per candidarsi come deputato nella camera dei deputati dello Stato di Rio Grande do Sul (RS) sulla lista del PSDB, e fu eletto per un mandato di quattro anni.
Nel 2006 fu eletto deputato nella camera federale, cioè rappresentante dello Stato di RS nel Congresso nazionale.
È scomparso nel 2012 all'età di 76 anni a seguito di un infarto.